# مارسيل فينكلر
مارسيل فينكلر (بالإنجليزية: Marcel Winkler)‏ هي منافسة ألعاب القوى جنوب أفريقية، ولدت في 29 أكتوبر 1970 في جوهانسبرغ في جنوب أفريقيا.

## وصلات خارجية
- مارسيل فينكلر على موقع الاتحاد الدولي لألعاب القوى (الإنجليزية)
- مارسيل فينكلر على موقع اللجنة الأولمبية الدولية (الإنجليزية)
- مارسيل فينكلر على موقع أوليمبيديا (الإنجليزية)